# ألفريد أمير بريطانيا العظمى
الأمير ألفريد  (بالإنجليزية: Prince Alfred of Great Britain)‏ (22 سبتمبر 1780 - 20 أغسطس 1782) كان الابن التاسع للملك جورج الثالث وزوجته الملكة شارلوت لم يتقلد أي منصب منذ ولادته نظرا لوفاته المبكرة.

## عن حياته
ولد الأمير ألفريد على 22 ستبمبر 1780، في قلعة وندسور، وندسور، انجلترا وكان الابن التاسع للملك جورج الثالث وزوجته الملك شارلوت.

## وفاته
توفي الأمير ألفريد في 20 أغسطس 1782 بعد معاناته من الحمى ومشاكل في الصدر في قلعة وندسور، وندسور، إنجلترا عن عمر يناهز سنة عشرة أشهر.